# マヨール広場

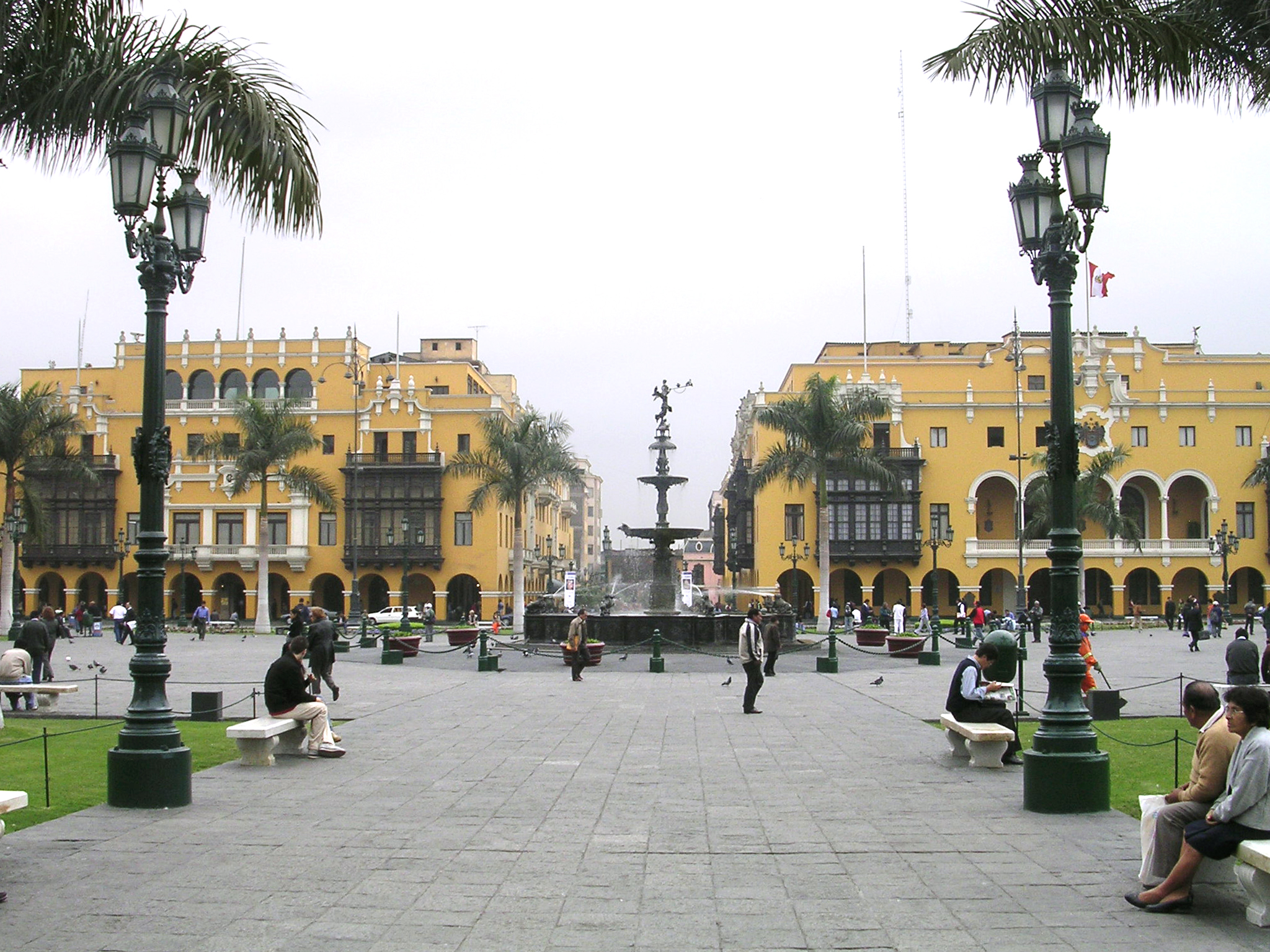
リマのマヨール広場

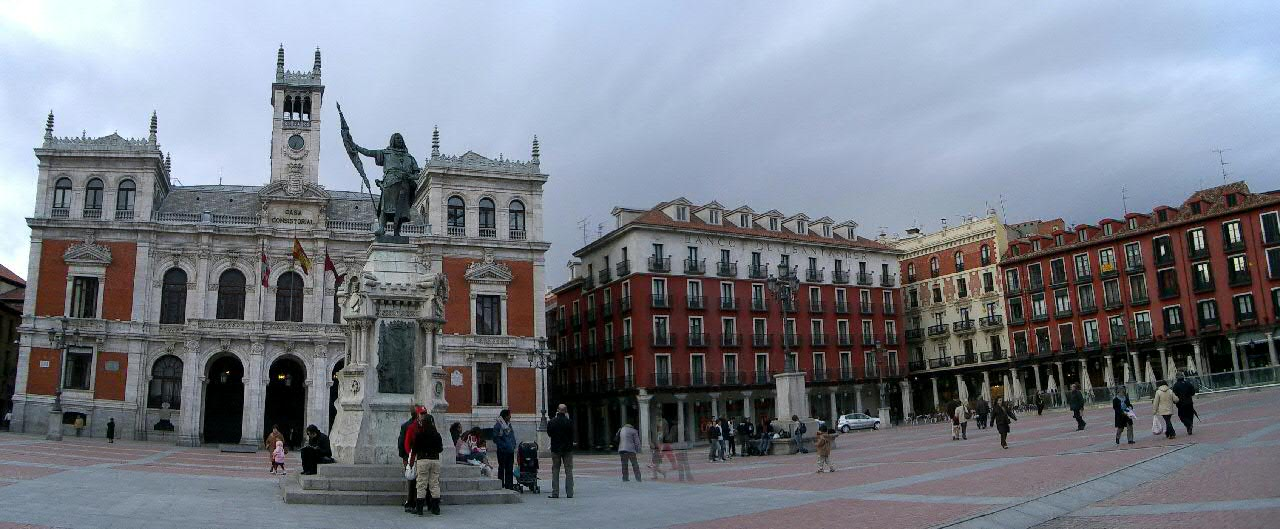
バリャドリッドのマヨール広場

マヨール広場 （Plaza Mayor）とは、スペインやイスパノアメリカの自治体にある、自治体で第一とされる広場の名前。イスパノアメリカではアルマス広場（Plaza de Armas）と呼ばれることもある。これは都市が攻撃された際、広場が避難場所になり、武器を調達する場所にもなったことを意味する。
時代が変わり、政治体制が変わると、広場が改名されるのは珍しいことではなかった。スペインを例に挙げると、19世紀から20世紀にかけ、レアル広場（Plaza Real）やコンスティトゥション広場（Plaza de la Constitución）に変えられた。

## 各地のマヨール広場
- マヨール広場 (サラマンカ)
- マヨール広場 (マドリード)
- マヨール広場 (クエンカ)
- マヨール広場 (カセレス)
- マヨール広場 (バリャドリッド)
- マヨール広場 (カステリョン・デ・ラ・プラナ)
- マヨール広場 (パレンシア)
- マヨール広場 (パルマ・デ・マヨルカ)
- マヨ広場（ブエノスアイレス）
- ソカロ（コンスティトゥシオン広場）の旧名 (メキシコシティ)
- マヨール広場 (リマ)
- マヨール広場 (バダホス)
- マヨール広場 (プラセンシア)
- マヨール広場（コロンビア）